# Хильда Люксембургская (1897—1979)
Принцесса Хильда София Мария Аделаида Вильгельмина Люксембургская (фр. Hilda Sophie Marie Adélaïde Wilhelmine de Nassau-Weilburg, Princesse de Luxembourg; 15 февраля 1897, Кольмар-Берг, Люксембург — 8 сентября 1979, Мюнхен) — люксембургская принцесса, сестра великих герцогинь Люксембурга Марии Аделаиды и Шарлотты.

## Жизнь
Принцесса стала третьей дочерью в семье Великого герцога Люксембурга Вильгельма IV и его супруги португальской инфанты Марии Анны. Её мать — дочь свергнутого короля Португалии Мигеля I и Аделаиды Лёвенштейн-Вертгейм-Розенбергской. Родилась 15 февраля 1897 года в родовом замке династии Нассау-Берге. 

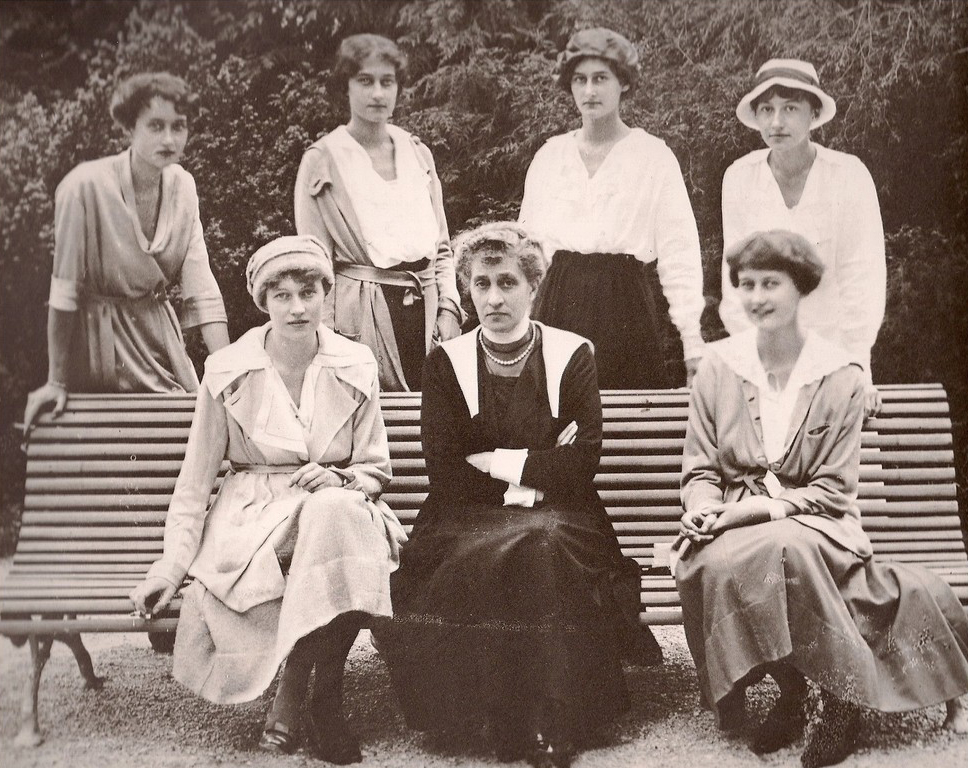
Инфанта Мария Анна вместе с шестью дочерьми, 1920 год.

Отец принцессы умер в 1912 году. Старшая сестра Хильды Мария Аделаида стала Великой герцогиней. В 1919 году она отреклась от престола, и следующей герцогиней стала их сестра Шарлотта. Хильда стала первой в очереди наследования трона Люксембурга, пока в 1921 году Шарлотта не родила своего первенца принца Жана.  
В 1920 году Хильда знакомиться с Филиппом Альбрехтом, герцогом Вюртембергским. Было объявлено о помолвке, но вскорости она была расторгнута из-за претензий немецкого королевского дома на имущественные права герцогов Люксембурга. В дальнейшем Филипп Альбрехт был женат дважды: первым браком на Елене Марии Кристине, эрцгерцогине Австрийской, вторым на Маргарите Софии, младшей сестре его первой жены.
29 октября 1929 года принцесса Хильда  вышла замуж за князя Адольфа Шварценберга (1890—1950). Адольф был представителем княжеского рода Шварценбергов — одного из самых богатейших и древнейших чешских родов. Супруги разделили страсть к сельскому хозяйству, дикой природе и ботанике и провели большую часть этого времени в Стара Оборе (охотничьем доме возле Глубока). В 1933 году супруги приобрели ферму в Кении. Адольф позднее опубликовал отчет для Фонда Карнеги (Мир в природе и опыт работы в Кении). Ферма была продана после его смерти и сегодня является важным исследовательским центром. Для своих рабочих князь построил гидроэлектростанцию, которая улучшила условия работы. Он унаследовал также поместья семьи после смерти отца в 1938 году. 
В семье детей не было. Адольф умер в 1950 году. Хильда скончалась в 1979 на 83-м году жизни.